# Buliluyán
Buliluyán es un barrio rural  del municipio filipino de primera categoría de Bataraza perteneciente a la provincia  de Paragua en Mimaro,  Región IV-B.
En 2007 Buliluyán contaba con  1.168 residentes.

## Geografía
El municipio de Bataraza se encuentra situado en el extremo sur de la parte continental de la isla de Paragua,  775 kilómetros al suroeste de Manila y aproximadamente a 236 km de Puerto Princesa y a unas 5 o 6 horas de camino por tierra.
Este barrio, continetal, ocupa el extremo sur del municipio.
Linda al norte con el barrio de Tabud situado en la costa occidental de la isla;
al sur con el las islas que forma el  barrio de  Pandanán en el municipio de Balábac:  isla del mismo nombre y los islotes de Patongón o Patongong, Camerán o Canimerán y Dalahicán;
al este con el mar de  la China Meridional;
y al oeste con el barrio de Puring, bahía de Sumbiling (Sumbiling Sumbiling Bay).

### Demografía
El barrio  de Buliluyán  contaba  en mayo de 2010 con una población de 1.388 habitantes.
Comprende los sitios de Litasán, Pongo-Pongo, Buliluyán y Kamaga.

## Historia
Formaba parte de la provincia española de  Calamianes, una de las 35 del archipiélago Filipino, en la parte llamada de Visayas. Pertenecía a la audiencia territorial  y Capitanía General de Filipinas, y en lo espiritual a la diócesis de Cebú.
En 1858 la provincia  fue dividida en dos provincias: Castilla,  Asturias y la isla de Balábac. Este barrio pasa a formar parte de la provincia de Asturias.